# Unterseeboot 635
L'Unterseeboot 635 ou U-635 est un sous-marin allemand (U-Boot) de type VIIC utilisé par la Kriegsmarine pendant la Seconde Guerre mondiale.
Le sous-marin est commandé le 20 janvier 1941 à Hambourg (Blohm & Voss), sa quille est posée le 3 octobre 1941, il est lancé le 24 juin 1942 et mis en service le 13 août 1942, sous le commandement de l'Oberleutnant zur See Heinz Eckelmann.
Il coule d'un bombardement de l'aviation britannique, en août 1943.

## Conception
Unterseeboot type VII, l'U-635 avait un déplacement de 769 tonnes en surface et 871 tonnes en plongée. Il avait une longueur totale de 67,10 m, un maître-bau de 6,20 m, une hauteur de 9,60 m et un tirant d'eau de 4,74 m. Le sous-marin était propulsé par deux hélices de 1,23 m, deux moteurs diesel Germaniawerft M6V 40/46 de 6 cylindres en ligne de 1 400 cv à 470 tr/min, produisant un total de 2 060 à 2 350 kW en surface et de deux moteurs électriques BBC GG UB 720/8 de 375 cv à 295 tr/min, produisant un total 550 kW, en plongée. Le sous-marin avait une vitesse en surface de 17,7 nœuds (32,8 km/h) et une vitesse de 7,6 nœuds (14,1 km/h) en plongée. Immergé, il avait un rayon d'action de 80 milles marins (150 km) à 4 nœuds (7,4 km/h; 4,6 milles par heure) et pouvait atteindre une profondeur de 230 m. En surface son rayon d'action était de 8 500 milles nautiques (soit 15 700 km) à 10 nœuds (19 km/h). 
L'U-635 était équipé de cinq tubes lance-torpilles de 53,3 cm (quatre montés à l'avant et un à l'arrière) qui contenait quatorze torpilles. Il était équipé d'un canon de 8,8 cm SK C/35 (220 coups) et d'un canon antiaérien de 20 mm Flak. Il pouvait transporter 26 mines TMA ou 39 mines TMB. Son équipage comprenait 4 officiers et 40 à 56 sous-mariniers.

## Historique
Il passe son temps d'entraînement à la 5. Unterseebootsflottille jusqu'au 31 mars 1943, puis entre en unité de combat dans la 3. Unterseebootsflottille.
L'U-635 quitte Kiel pour la première et dernière fois le 16 mars 1943 pour l'Atlantique Nord.
En avril 1943, l'U-635 rejoint la meute Löwenherz. Le convoi HX-231 est repéré le 4 avril 1943 par l'U-530, tout près de la zone où vient de se constituer la meute Löwenherz. Le HX-231 avait appareillé de New York le 25 mars 1943. Renforcée par des sous-marins isolés, la meute attaque le convoi et coule six navires pendant les premières vingt-quatre heures. La riposte de la couverture aérienne puis l'arrivée dans la journée du 5 avril d'un groupe de support étoffant l'escorte mettent fin aux succès des attaquants, qui perdent le convoi le 7 avril. Ce dernier arrive à Liverpool le 10 avril.
La victoire allemande contre les convois HX-229 et SC-122, la défaite allemande face au HX 230 et la bataille du HX-231 prouve l'efficacité des groupes de support, renforçant l'escorte d'un convoi attaqué.
Le 4 avril à 22 h 15, l'U-635 torpille un cargo britannique du convoi. C'est l'U-630 qui lui porte le coup de grâce. Le navire coule en douze minutes.
Le sous-marin endommage le même jour un navire frigorifique britannique jaugeant 9 365 tonneaux. L'U-Boot lance deux torpilles qui laissent le navire à flots grâce à ses cloisons étanches. Il est envoyé par le fond par l'U-630 le jour suivant.
L'U-635 coule le 5 avril 1943, dans l'Atlantique Nord à la position 58° 20′ N, 31° 52′ O, par des charges de profondeur d'un Liberator du No. 120 Squadron RAF (en).
Les quarante-sept membres d'équipage meurent dans ce bombardement.

## Affectations
- 5. Unterseebootsflottille du 13 août 1942 au 31 mars 1943 (Période de formation).
- 3. Unterseebootsflottille du 1er avril 1943 au 5 avril 1943 (Unité combattante).

## Commandement
- Oberleutnant zur See Heinz Eckelmann du 13 août 1942 au 5 avril 1943.

## Patrouille
|       | Commandant            | Départ       | Départ | Arrivée      | Arrivée | Jours    | Succès   |
| ----- | --------------------- | ------------ | ------ | ------------ | ------- | -------- | -------- |
| 1     | Oblt. Heinz Eckelmann | 16 mars 1943 | Kiel   | 5 avril 1943 | Coulé   | 21 jours | 14 894   |
| Total | Total                 | Total        | Total  | Total        | Total   | 21 jours | 14 894 t |

Note : Oblt. = Oberleutnant zur See

### Opérations Wolfpack
L'U-635 opéra avec les Rudeltaktik (meute de loups) durant sa carrière opérationnelle.
- Löwenherz (1er-5 avril 1943)

## Navires coulés
L'U-635 endommagea 2 navires marchands totalisant 14 894 tonneaux au cours de l'unique patrouille (21 jours en mer) qu'il effectua.
| Date         | Nom      | Nationalité | Tonnage | Convoi | Fait      | Localisation         |
| ------------ | -------- | ----------- | ------- | ------ | --------- | -------------------- |
| 4 avril 1943 | Shillong | Royaume-Uni | 5 529   | HX-231 | Endommagé | 57° 10′ N, 35° 30′ O |
| 4 avril 1943 | Waroonga | Royaume-Uni | 9 365   | HX-231 | Endommagé | 57° 10′ N, 35° 30′ O |